# Thrips mareoticus
Thrips mareoticus är en insektsart som beskrevs av Hermann Priesner 1932. Thrips mareoticus ingår i släktet Thrips och familjen smaltripsar. Inga underarter finns listade i Catalogue of Life.